# Lélouma (prefectuur)
Lélouma is een prefectuur in de regio Labé van Guinee. De hoofdstad is Lélouma. De prefectuur heeft een oppervlakte van 2.730 km² en heeft 163.069 inwoners.
De prefectuur ligt in het noorden van het land, in het hoogland van Fouta Djalon.

## Subprefecturen
De prefectuur is administratief verdeeld in 11 sub-prefecturen:
1. Lélouma-Centre
2. Balaya
3. Djountou
4. Hérico
5. Korbé
6. Lafou
7. Linsan
8. Manda
9. Parawol
10. Sagalé
11. Tyanguel-Bori